# 願書
| ウィキペディアには「願書」という見出しの百科事典記事はありません（タイトルに「願書」を含むページの一覧/「願書」で始まるページの一覧）。 代わりにウィクショナリーのページ「願書」が役に立つかもしれません。 |